# Chelonanthus whitei
Chelonanthus whitei är en gentianaväxtart som beskrevs av Henry Hurd Rusby. Chelonanthus whitei ingår i släktet Chelonanthus och familjen gentianaväxter. Inga underarter finns listade i Catalogue of Life.